# Tsuyoshi Kunieda
Tsuyoshi Kunieda (国枝 強 Kunieda Tsuyoshi?,  nacido el 18 de septiembre de 1944 en Hiroshima) es un exfutbolista japonés que se desempeñaba como defensa.
En 1969, Kunieda jugó 2 veces para la selección de fútbol de Japón.

## Trayectoria

### Clubes
| Club            | País  | Año         |
| --------------- | ----- | ----------- |
| Toyo Industries | Japón | 1967 - 1972 |

### Selección nacional
| Selección | País  | Año  |
| --------- | ----- | ---- |
| Absoluta  | Japón | 1969 |

## Estadística de equipo nacional
| Selección de Japón | Selección de Japón | Selección de Japón |
| Año                | Part.              | Goles              |
| ------------------ | ------------------ | ------------------ |
| 1969               | 2                  | 0                  |
| Total              | 2                  | 0                  |

## Palmarés

### Títulos nacionales
| Título              | Club            | País  | Año  |
| ------------------- | --------------- | ----- | ---- |
| Japan Soccer League | Toyo Industries | Japón | 1967 |
| Copa del Emperador  | Toyo Industries | Japón | 1967 |
| Japan Soccer League | Toyo Industries | Japón | 1968 |
| Copa del Emperador  | Toyo Industries | Japón | 1969 |
| Japan Soccer League | Toyo Industries | Japón | 1970 |